# Narendra Dámodardász Modi
Narendra Dámodardász Modi (gudzsarátiul: નરેન્દ્ર દામોદરદાસ મોદી, hindiül: नरेन्द्र दामोदरदास मोदी, Narendra Dāmodardās Modī; Vadnagar, 1950. szeptember 17. –) indiai politikus, 2014. május 26. óta India 14. miniszterelnöke a Bháratíja Dzsanatá Párt (BJP) színeiben. 2001 és 2014 között Gudzsarát főminisztere, a Varanaszi parlament tagja. Ő a leghosszabb ideig hivatalban lévő miniszterelnök az Indiai Nemzeti Kongresszuson kívül.
Vadnagarban született és nőtt fel Gudzsarát északkeleti részén, ahol középiskolai tanulmányait végezte. Nyolc évesen bemutatták az RSS-nek. Beszámolója arról, hogy segített édesapjának teát adni a Vadnagar pályaudvaron, nem nyert megbízható megerősítést. 18 évesen feleségül vette Jashodaben Narendra Modit, akit nem sokkal később elhagyott, és csak négy évtizeddel később ismerte el nyilvánosan, amikor erre törvény kötelezte. Narendra Damodardasz Modi 1971-ben az RSS teljes munkaidős dolgozója lett Gudzsarátban. Az RSS 1985-ben BDZSP-hez rendelte, és 2001-ig több pozíciót is betöltött a párthierarchián belül, főtitkári rangig emelkedve.
2001-ben Gudzsarát főminiszterévé nevezték ki, és nem sokkal ezután beválosztották a törvényhozó gyűlésbe. Kormányzatát bűnrészesnek tartják a 2002-es Gudzsaráti zavargásokban, és kritizálták a válságkezelés miatt. A hivatalos adatok szerint valamivel több 1000 embert öltek meg, akiknek háromnegyede muszlim volt; független források 2000 halálesetet becsültek, többségük muszlim. Az Indiai legfelsőbb bíróság által 2012-ben kinevezett különleges nyomozócsoport nem talált bizonyítékot arra, hogy büntetőeljárást indítson ellene.

## Élete

### Ifjúsága
1950. szeptember 17-én született hatgyerekes középosztálybeli családba. Még gyermekként összeadták feleségével, Jashodabennel, akivel azonban csak rövid ideig élt együtt. Narendra Damodardasz Modi sokáig nőtlennek adta ki magát, csak 2014-ben vallotta be nyilvánosan, hogy van felesége. Jashodaben Narendra Modi azóta a médiában gyakran beszél férjéről, hangsúlyozván a hindu feleség hagyományos szerepét. A pár azonban továbbra is külön él.
Narendra Damodardasz Modi politikatudományi diplomát szerzett, később a Bháratíja Dzsanatá Párt társszervezetének számító nacionalista mozgalom aktivistája lett, majd belépett a néppártba (1988), ahol gyorsan emelkedett a ranglétrán.

### A politikában
Az Új-Delhi pártközpontból 2001-ben került vissza szülőföldjére (Gudzsarátba), hogy a természeti csapások által sújtott szövetségi állam főminisztere legyen. A muszlimokkal szembeni ellenszenvét soha nem leplezte, és amikor 2002 februárjában – Godhra városában – egy hindu zarándokokat szállító vonatszerelvény kigyulladt kocsijában 59-en bennégtek, nem állt útjába a tűz meggyújtásával vádolt muszlimok elleni pogromnak. A független Indiai Köztársaság történetének egyik legsúlyosabb vallási incidensében közel kétezren haltak meg. A felkorbácsolt indulatokat kihasználva harcosan hindupárti és muszlimellenes programjával utcahosszal nyerte a szövetségi államban néhány hónappal később tartott választást. 2003-ban az Amerikai Egyesült Államok – a vallásszabadság megsértése miatt – megtagadta tőle a vízumot. 2007 decemberében ismét fölényesen nyerte el a gudzsaráti főminiszteri posztot.